# Hestieòtida
L'Hestieòtida o Histieòtida (grec antic: Ἑστιαιῶτις, Ἱστιαιῶτις) era una contrada de Tessàlia, situada a la seva part nord-occidental. Els seus límits eren, al nord amb Macedònia; al nord-est la Perrèbia; a l'est el districte de la Pelasgiòtida; al sud el districte de Tessaliòtida; al sud-oest Dolòpia; i a l'oest el mont Pindos i ocupava els passos de l'Olimp, segons diuen Estrabó i Plini el Vell.
Els seus habitants s'anomenaven histieus o histiotes, i arribaven al sud fins al riu Peneu. En aquest districte vivien també els perrebeus, una tribu de guerrers poderosos de suposat origen dori, que tenien diverses ciutats a la zona de les muntanyes. Homer esmenta els histieus com una de les tribus participants en la guerra de Troia, eren considerats hel·lens i van ser un dels estats que formava part de la Lliga Amfictiònica. El seu territori es deia freqüentment Perrèbia, però mai no va ser un districte organitzat fora de Tessàlia. Inicialment ocupaven tot el districte, però van ser arraconats a les muntanyes pels conqueridors tessalis tesprotis. Una tribu de nom aticis és esmentada per Homer, i Estrabó la situa a la part Tessàlia de les muntanyes del Pindos a les fonts del Peneu; són descrits com bàrbars que vivien del robatori. La ciutat principal era Miles, i tenia altres ciutats conegudes, com Gomfi, Metròpolis de Perrèbia, Pelinna, Fàcion, Gonnos, Orte, Falana i Trica.